# TESOL
TESOL(Teaching English to Speakers of Other Languages, 테솔)은 '영어를 모국어로 하지 않는 사람에게 영어를 가르치는 방법(교수법)'을 배운다.  
테솔은 미국 유학생이나 이민자들에게 영어를 가르치는 교사들과 이러한 교사들이 속한 공,사립 기관의 행정직 근무자들이 함께 뜻을 모아 1966년에 미국에서 출범신킨 전문 교육단체이다
학문으로서의 테솔은 응용언어학에 뿌리를 두며 영어를 제2모국어,공용어,혹은 외국어를 배우는 이들에게 영어를 가르치는 과정을 배우는 학문으로 학사,석사,그리고 박사 과정으로 이루어져 있다 테솔에서 다루는 주요 과목은 테솔학설,교수법,연구,모국어,제2모국어 언어습득,음성학,구문론,언어학,영문법 등이 있다
테솔은 '국제 영어교사 양성 과정'으로 대부분 석사 과정은 Practical 한 수업과 연구 중심으로 이루어진다 국내에서는 외대,이대,숙대,성대 등에 테솔 석사과정이 있으며 외대 일반대학원에는 테솔 박사과정까지 있다. 
외대 일반대학원에서는 석박사 과정을 통해 테솔을 보다 학문적으로 다루고, 외대 테솔대학원에서는 실용적으로 다룬다는 차이점이 있다 석박사 과정이 아닌 자격증만 주는 단기 과정도 있는데 이 경우에도 시험을 보고 입학하고 빡세게 공부한다 다만 석박사 과정의 연구가 결합된 수업보다는 바로 쓸 수 있는 실용적인 수업을 듣고 수업 기간이 짧으며 석사 학위가 주어지지 않는다는 점에서 차이가 있다
대한민국에서는 숙명여자대학교에서 처음으로 TESOL를 도입했다. 